# Fortaleza de Collique

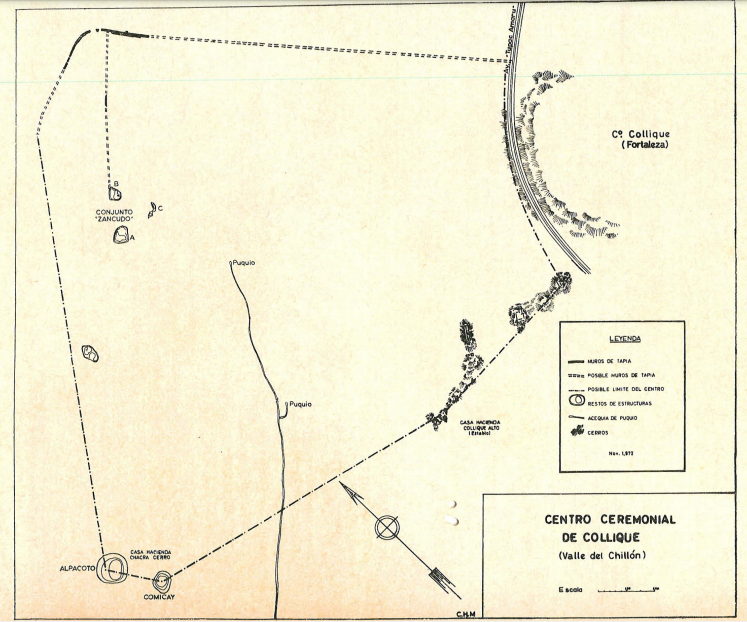
La Fortaleza de Collique en el centro ceremonial

La Fortaleza de Collique es un sitio arqueológico ubicado en el distrito de Comas, en la ciudad de Lima, capital del Perú. Fue un centro administrativo-religioso del señorío colli y sirvió de residencia a su curaca, Collicápac. En 1992, fue declarada Zona Arqueológica Intangible y en 2002 fue proclamada como Patrimonio Cultural de la Nación mediante Resolución Directoral Nacional N° 233/INC.
El yacimiento se encuentra ubicado en el kilómetro 16 de la avenida Túpac Amaru sobre un promontorio natural llamado cerro Pirámide, al costado del Hospital Nacional Sergio Bernales, dentro de la urbanización San Carlos. Tiene una extensión total de 15.72 hectáreas y un perímetro de 1638 metros. Por su función sus estructuras se pueden clasificar en sectores defensivos, administrativos, de almacenamiento, residenciales, funerarios, ceremoniales y urbano–productivos. Los Colli lo ocuparon luego de abandonar el cerro Volcán debido a su mala ubicación estratégica y la alta vulnerabilidad ante los ataques de sus enemigos como los Canta, Chaclla y Yauyos. El sitio se encuentra afectado por las invasiones y contaminación.

## Distribución

### Residencia del curaca
Ubicada en la parte más alta del cerro, aislada con una muralla perimetral de 250 m. Consta de una puerta central, escalinatas de acceso, una gran plataforma con altos muros de contención y un recinto cuadrangular. En la misma cresta del cerro se ubican varias huancas hincadas.

### Sector defensivo
Conjunto de murallas que circundan el cerro. Las murallas separan a los demás sectores y tienen varios puestos estratégicos de control, donde se pueden encontrar acumulaciones de cantos rodados que fueron usados como proyectiles. La primera muralla es periférica al sitio con 1350 metros de longitud, la segunda se adosa a la primera y mide 715 metros de largo con tres accesos, y la tercera muralla separa el sector residencial de la plataforma principal de la cumbre del cerro. Actualmente se conserva con una altura de 1 a 1.5 m, siendo aproximadamente su altura original de unos 2.5 m. De los varios restos de murallas la mejor conservada es la muralla que rodea la residencia del curaca, lográndose conservar alturas de muro que superan los 2 metros.

### Sector público urbano
Formado por hasta tres complejos arquitectónicos de cuartos grandes y pequeños separados por angostas calles. Estos sectores podrían tratarse de áreas domésticas y talleres de producción artesanal. Esta agrupación de recintos es de las pocas estructuras de muros que conservan enlucidos de barro. Los muros que se conservan tienen entre 0.3 y 0.6 m de altura y unos 0.5 m de ancho.

### Sector público ceremonial
Formado por una gran plaza central de 1575 m2, en cuya parte superior hay un conjunto de recintos rectangulares que forman el sector administrativo. Este conjunto forma una plataforma pentagonal. Todo el sector de la plaza ceremonial está completamente enterrado y rodeado de restos de plataformas.

### Sector de almacenamiento
Comprende un conjunto que encierra seis grandes colcas circulares de piedra canteada. En una de ellas se ha recuperado lúcuma, maíz, pallar, frijoles, maní, calabaza, algodón y pacay. Hay un segundo complejo de almacenamiento exclusivo de maíz en la parte alta, al lado suroeste del cerro. La altura promedio de los muros es de 0.6 metros. 